# Pagny-la-Blanche-Côte
Pour les articles homonymes, voir Pagny.
Pagny-la-Blanche-Côte est une commune française située dans le département de la Meuse, en région Grand Est.
Ses habitants sont appelés les Blancôtois.

## Géographie

### Situation

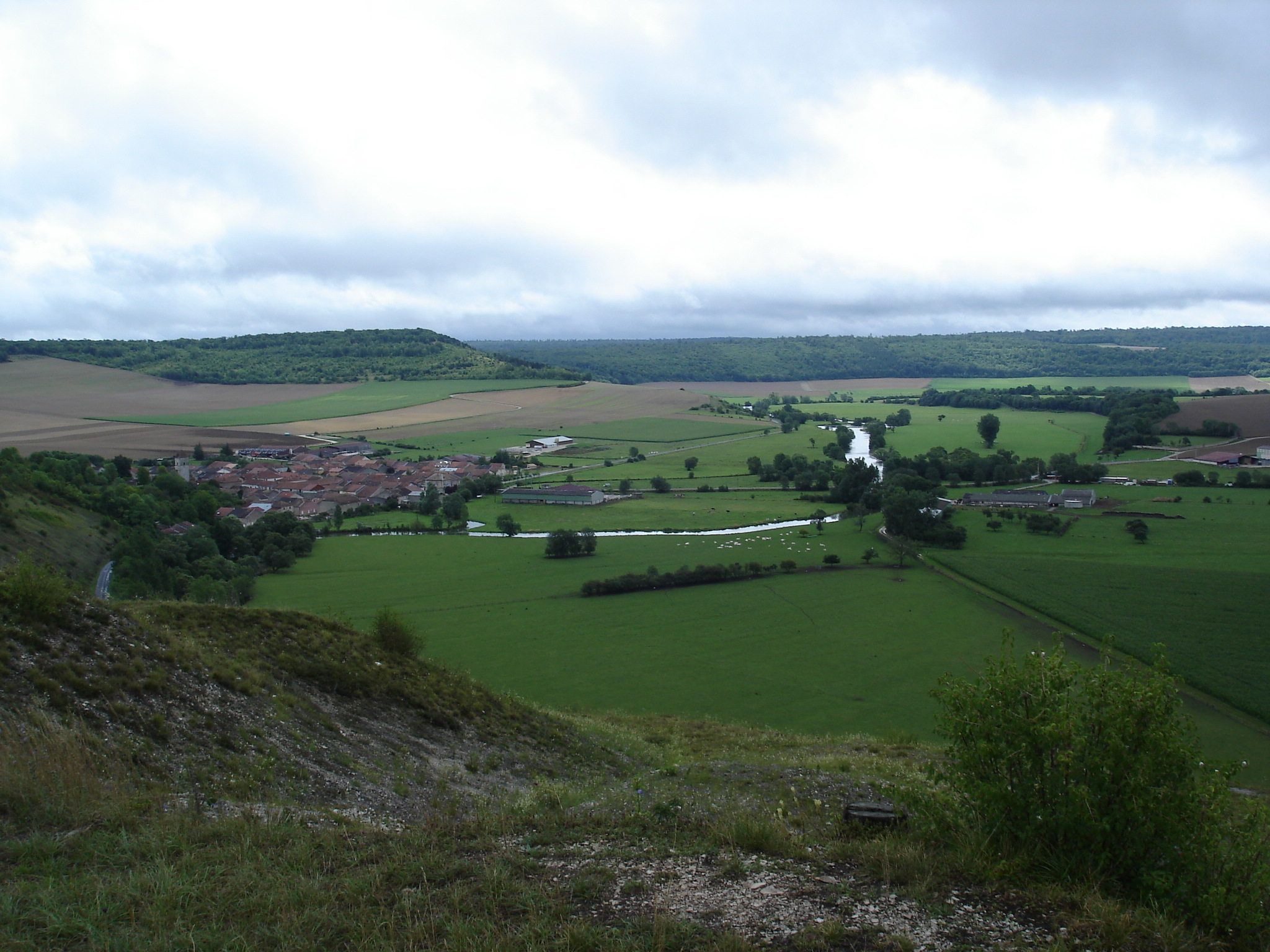
Le village et la vallée de la Meuse vus depuis le sommet de la côte.

Une côte en forme d'arc-de-cercle surplombe le village. Les éboulis de couleur blanche présents sur celle-ci sont dus au sol calcaire de la région et sont très probablement à l'origine du nom du village. Cette formation géologique est un éboulis mobile périglaciaire : l'érosion continue du pied de la côte par la rivière de Chêtre, affluent de la Meuse, entraînant des éboulis, empêchait autrefois la végétation de se fixer sur la pente. Cette érosion a cessé depuis qu'une route a été construite entre la côte et la rivière. La pente est donc progressivement colonisée par des végétaux.
Pagny est desservie par deux routes départementales : 
- la D 145 depuis Vaucouleurs, Sepvigny, Champougny par le nord-ouest, et depuis Sauvigny par le sud ;
- la D 32 depuis Colombey-les-Belles, Allamps, Vannes-le-Châtel par l'est, et depuis Montbras par le sud-ouest.

La D 32 rejoint la D 964 à environ 3 km au sud-ouest du village. Cette dernière dessert Domrémy-la-Pucelle ainsi que Neufchâteau.

#### Communes limitrophes
| Champougny   | Champougny            | Gibeaumeix |
| Champougny   | Pagny-la-Blanche-Côte | Gibeaumeix |
| Taillancourt | Taillancourt          |            |

### Hydrographie
La commune est dans le bassin versant de la Meuse au sein du bassin Rhin-Meuse. Elle est drainée par la Meuse, la rivière de Chetre et le ruisseau de la Viole,.
La Meuse, d'une longueur de 486 km, est un fleuve européen qui prend sa source en France, dans la commune du Châtelet-sur-Meuse, à 409 mètres d'altitude, et se jette dans la mer du Nord après un cours long d'approximativement 950 kilomètres traversant la France, la Belgique et les Pays-Bas. 

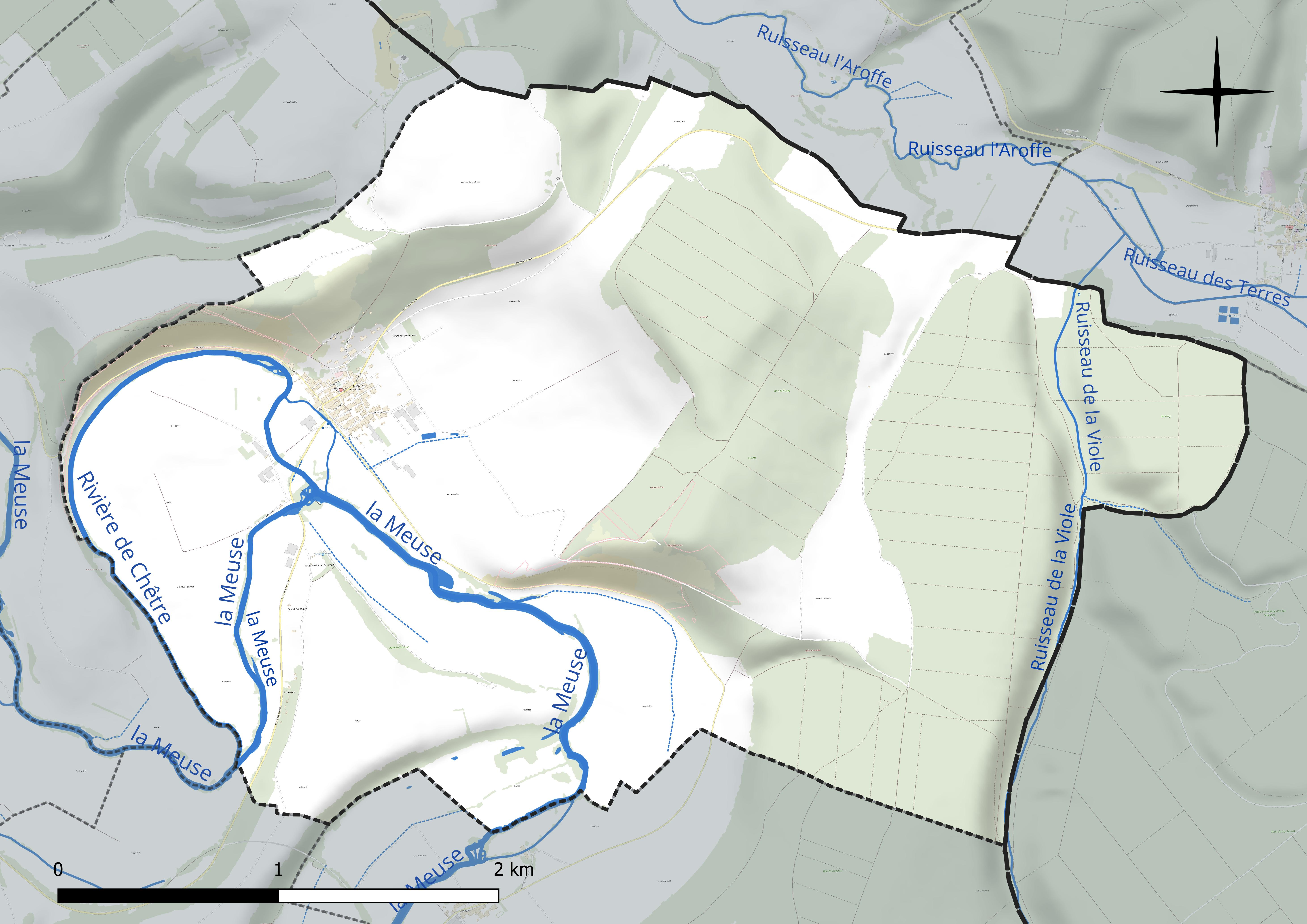
Réseau hydrographique de Pagny-la-Blanche-Côte.

### Climat
Pour des articles plus généraux, voir Climat du Grand Est et Climat de la Meuse.
En 2010, le climat de la commune est de type climat des marges montargnardes, selon une étude du Centre national de la recherche scientifique s'appuyant sur une série de données couvrant la période 1971-2000. En 2020, Météo-France publie une typologie des climats de la France métropolitaine dans laquelle la commune est exposée à un climat océanique altéré et est dans la région climatique  Lorraine, plateau de Langres, Morvan, caractérisée par un hiver rude (1,5 °C), des vents modérés et des brouillards fréquents en automne et hiver. 
Pour la période 1971-2000, la température annuelle moyenne est de 9,7 °C, avec une amplitude thermique annuelle de 16,7 °C. Le cumul annuel moyen de précipitations est de 926 mm, avec 13,4 jours de précipitations en janvier et 9,3 jours en juillet. Pour la période 1991-2020, la température moyenne annuelle observée sur la station météorologique de Météo-France la plus proche, « Nancy-Ochey », sur la commune d'Ochey à 17 km à vol d'oiseau, est de 10,5 °C et le cumul annuel moyen de précipitations est de 810,4 mm. 
La température maximale relevée sur cette station est de 39,6 °C, atteinte le 25 juillet 2019 ; la température minimale est de −19,1 °C, atteinte le 12 janvier 1987,,. 
Les paramètres climatiques de la commune ont été estimés pour le milieu du siècle (2041-2070) selon différents scénarios d'émission de gaz à effet de serre à partir des nouvelles projections climatiques de référence DRIAS-2020. Ils sont consultables sur un site dédié publié par Météo-France en novembre 2022.

## Urbanisme

### Typologie
Au 1er janvier 2024, Pagny-la-Blanche-Côte est catégorisée commune rurale à habitat dispersé, selon la nouvelle grille communale de densité à sept niveaux définie par l'Insee en 2022.
Elle est située hors unité urbaine. Par ailleurs la commune fait partie de l'aire d'attraction de Nancy, dont elle est une commune de la couronne,. Cette aire, qui regroupe 353 communes, est catégorisée dans les aires de 200 000 à moins de 700 000 habitants,.

### Occupation des sols
L'occupation des sols de la commune, telle qu'elle ressort de la base de données européenne d’occupation biophysique des sols Corine Land Cover (CLC), est marquée par l'importance des territoires agricoles (56,2 % en 2018), en augmentation par rapport à 1990 (54,6 %). La répartition détaillée en 2018 est la suivante : 
forêts (39 %), terres arables (32,7 %), prairies (21,2 %), milieux à végétation arbustive et/ou herbacée (3,2 %), zones agricoles hétérogènes (2,3 %), espaces ouverts, sans ou avec peu de végétation (1,6 %). L'évolution de l’occupation des sols de la commune et de ses infrastructures peut être observée sur les différentes représentations cartographiques du territoire : la carte de Cassini (XVIIIe siècle), la carte d'état-major (1820-1866) et les cartes ou photos aériennes de l'IGN pour la période actuelle (1950 à aujourd'hui).

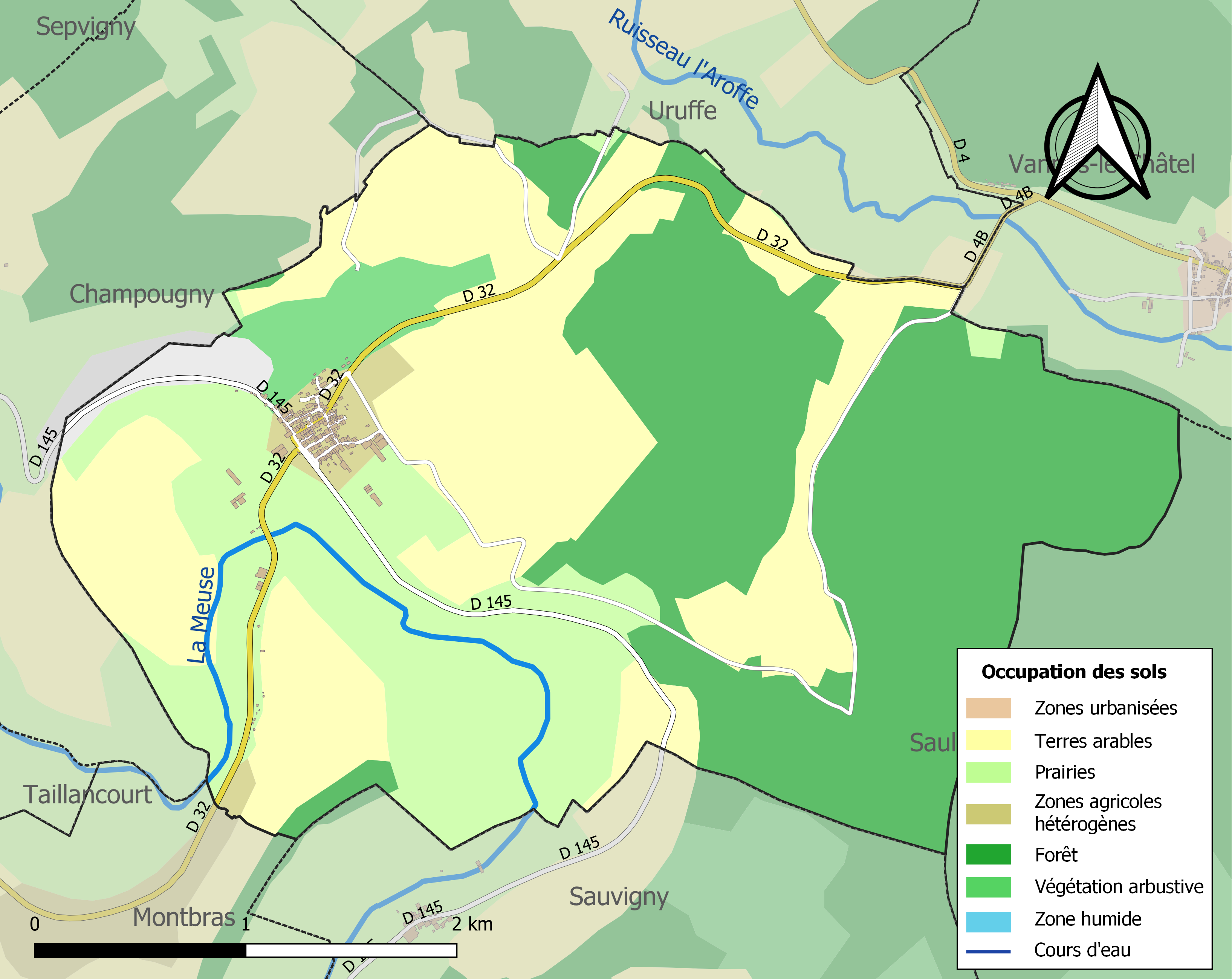
Carte des infrastructures et de l'occupation des sols de la commune en 2018 (CLC).

## Toponymie
Il semblerait que le village soit mentionné pour la première fois en 627 sous le nom de Paterniacum, un hameau gaulois. Le nom de la localité est attesté sous les formes Paugneyum-supra-Mozam (1402) ; Pargney-sur-Meuse, vulgairement la Blanche-Côte (1517) ; Pargney-la-Blanche-Coste (1700) ; Pargneium-ad-Rupem-Albam (1711) ; Parneium, Paterniacus (1756) ; Pagny-la-Blanche-Côte à la Révolution.

En patois, le nom du village se dit Pagnè-la-Bianche-Coûte.

Pagny : panneus « déguenillé » , devenu nom de personne roman et suffixe -acum.
« -la-Blanche-Côte » est le nom vulgaire de Pargney-sur-Meuse en 1517, ce nom c'est conservé pour différencier cette commune de son homonyme Pagny-sur-Meuse. C'est le relief crayeux qui lui a valu cette appellation.
Les habitants, les Blancôtois, sont surnommés les « Sachots d'poîes », que l'on pourrait traduire par « Sachets de poux » ou « Sacs de puces »[réf. nécessaire].

## Histoire

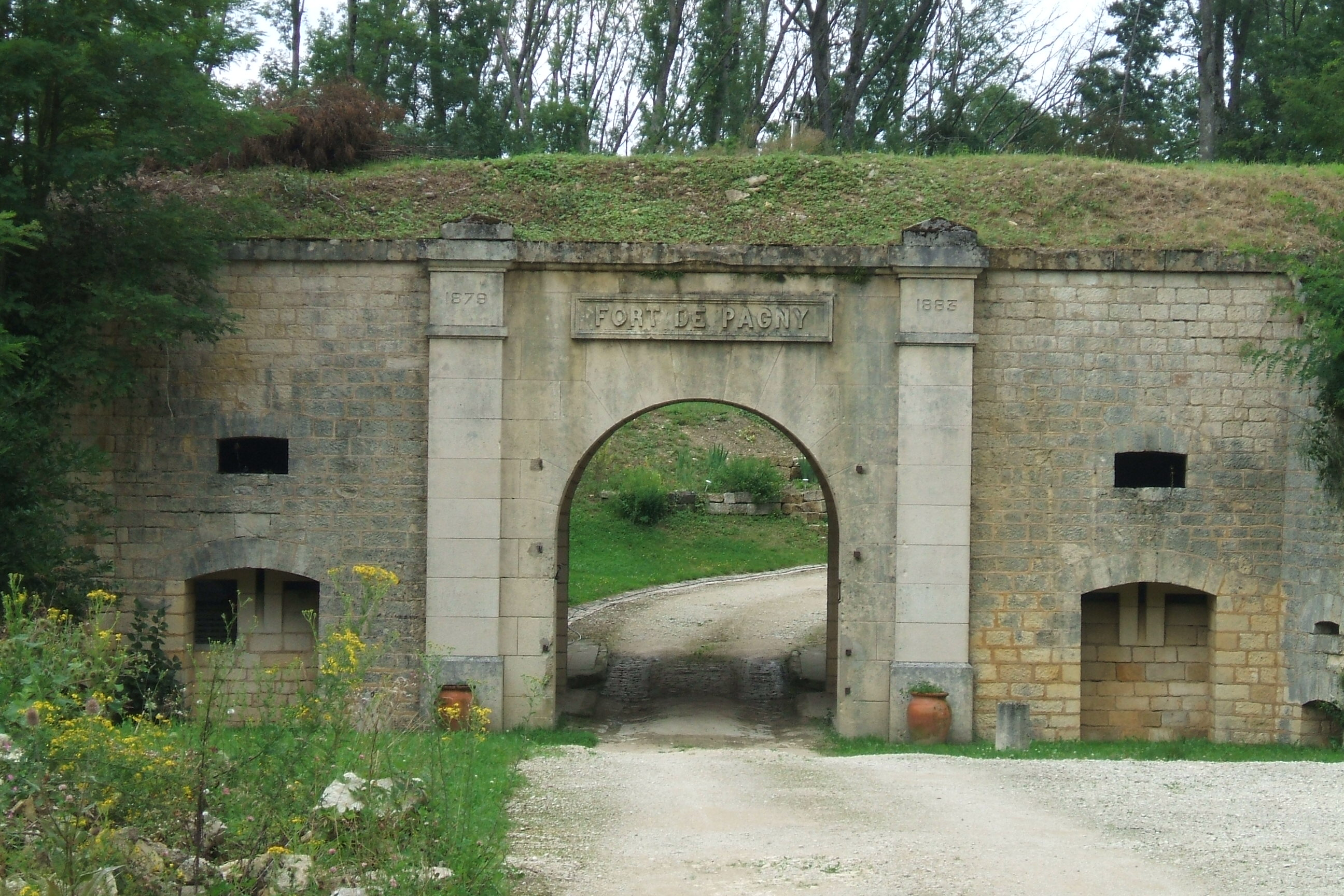
Entrée du fort de Pagny-la-Blanche-Côte.

Le village a appartenu au diocèse de Toul.
En 1630, durant la guerre de Trente Ans, il est en grande partie incendié par les Suédois.
Pagny est desservi par le chemin de fer en 1870. La France est alors en guerre contre l'Allemagne et la Prusse. Le premier train à emprunter la ligne est d'ailleurs un convoi de fantassins prussiens. Elle est petit à petit délaissée puis entièrement désaffectée en 1970, laissant pour seul vestige la maison du garde-barrière, qui finit par être démolie en 2005.
Le 31 décembre 1916, le 2e Groupe du 29e régiment d'artillerie arrive dans le village. Le journal de marche et des opérations du régiment stipule pour la journée du 1er janvier 1917 : « installation facilitée par l’amabilité des habitants. »
L'électricité arrive en 1912, et la TSF à partir de 1925 dans une poignée de maisons. Cette dernière, moyen le plus rapide de suivre l'actualité à l'époque, n'est adoptée plus largement qu'à partir des années 1940, lors de la Seconde Guerre mondiale.
Dans les années 1930, un habitant du village crée une petite laiterie. Celle-ci change de propriétaire en 1941 puis connaît une grande expansion dans les années 1950, qui se traduit par une augmentation significative de la population du village. Forte de son succès, elle déménage vers 1980 à Sorcy-Saint-Martin. Actuellement[Quand ?], un projet d'aménagement de cette friche industrielle est acté et les autorités compétentes y travaillent.
La fête patronale de Saint Grégoire le Grand était autrefois fêtée le 12 mars. Aujourd'hui, elle subsiste toujours mais a lieu le premier dimanche de mai avec une animation sur la place de la fête.

## Politique et administration
| Période                                  | Période                   | Identité                                        | Étiquette | Qualité     |
| ---------------------------------------- | ------------------------- | ----------------------------------------------- | --------- | ----------- |
| Les données manquantes sont à compléter. |                           |                                                 |           |             |
| mars 2001                                | En cours (au 25 mai 2020) | Daniel Rouvenach Réélu pour le mandat 2020-2026 |           | Agriculteur |

## Population et société

### Démographie
L'évolution du nombre d'habitants est connue à travers les recensements de la population effectués dans la commune depuis 1793. Pour les communes de moins de 10 000 habitants, une enquête de recensement portant sur toute la population est réalisée tous les cinq ans, les populations de référence des années intermédiaires étant quant à elles estimées par interpolation ou extrapolation. Pour la commune, le premier recensement exhaustif entrant dans le cadre du nouveau dispositif a été réalisé en 2006.

En 2022, la commune comptait 226 habitants, en évolution de −5,83 % par rapport à 2016 (Meuse : −4,4 %, France hors Mayotte : +2,11 %).
| 1793 | 1800 | 1806 | 1821 | 1831 | 1836 | 1841 | 1846 | 1851 |
| ---- | ---- | ---- | ---- | ---- | ---- | ---- | ---- | ---- |
| 831  | 768  | 798  | 654  | 722  | 733  | 732  | 684  | 674  |

| 1856 | 1861 | 1866 | 1872 | 1876 | 1881 | 1886 | 1891 | 1896 |
| ---- | ---- | ---- | ---- | ---- | ---- | ---- | ---- | ---- |
| 663  | 608  | 603  | 623  | 560  | 660  | 591  | 513  | 492  |

| 1901 | 1906 | 1911 | 1921 | 1926 | 1931 | 1936 | 1946 | 1954 |
| ---- | ---- | ---- | ---- | ---- | ---- | ---- | ---- | ---- |
| 572  | 545  | 532  | 386  | 325  | 286  | 290  | 236  | 268  |

| 1962 | 1968 | 1975 | 1982 | 1990 | 1999 | 2006 | 2011 | 2016 |
| ---- | ---- | ---- | ---- | ---- | ---- | ---- | ---- | ---- |
| 360  | 372  | 300  | 237  | 201  | 222  | 248  | 248  | 240  |

| 2021 | 2022 | - | - | - | - | - | - | - |
| ---- | ---- | - | - | - | - | - | - | - |
| 230  | 226  | - | - | - | - | - | - | - |

## Culture locale et patrimoine

### Lieux et monuments

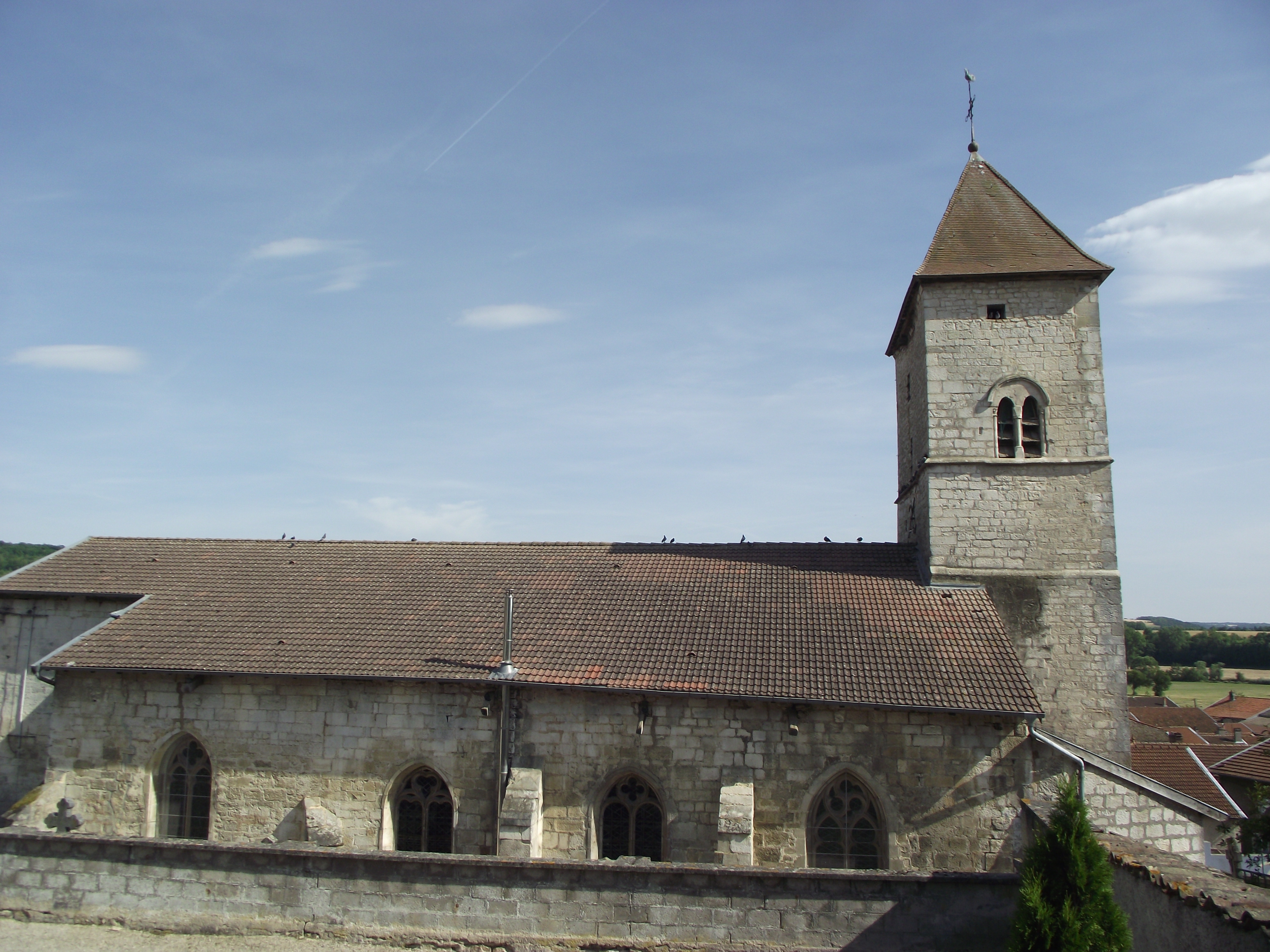
Église Saint-Grégoire-le-Grand.

- Un moulin à eau est construit en 1550, mais est détruit vers 1960. Le lieu-dit le Moulin a depuis beaucoup participé à la vie de la commune.
- Le fort de Pagny est construit vers 1880 et fait partie du système de fortification mis en place par l'architecte Séré de Rivières. Malgré son nom, il est situé sur le territoire de la commune limitrophe d'Uruffe. En 1920, il est acheté par un particulier, mais réquisitionné par les Allemands pendant quatre ans lors de la Seconde Guerre mondiale. Ils le transforment en ferme et font venir des ouvriers polonais afin d'y cultiver notamment la pomme de terre. Le fort n'est aujourd'hui plus accessible, car acheté par un particulier dans les années 1995-2000. Sur le territoire du village se trouve une seconde fortification : la batterie de Pagny, qui n'est plus accessible non plus, car également rachetée par un particulier en 2008.
- Un beau lavoir d'hiver en forme de demi-cercle, connu comme étant le plus beau des environs, fait la fierté des habitants de la commune jusque vers 1960. Il est alors détruit dans le but de créer une nouvelle route, et ce malgré un désaccord total de la population. Le lavoir d'été, sur le bord du canal, est toujours intact mais noyé une grande partie de l'année.
- Au cœur du village qu'elle surplombe, l'église Saint-Grégoire-le-Grand a été bâtie au XVe siècle dans un style gothique encore très perceptible. L'église possède trois nefs. Remaniée partiellement à diverses périodes, on distingue ainsi le chœur (restauré en 1897), une travée datée de 1535 et une reprise des voûtes en 1644. En 2010, l'Association Saint Grégoire le Grand a été créée pour œuvrer à sa restauration. Le projet est déjà bien avancé grâce au travail hebdomadaire d'une équipe de bénévoles. Ce travail important a été possible avec les aides financières des adhérents, des généreux donateurs et des différents partenaires dont la municipalité.
- La chapelle Sainte-Anne est ajoutée en 1886.
- Monument aux morts.
- Réserve naturelle régionale des éboulis et pelouses calcaires de Pagny-la-Blanche-Côte et Champougny

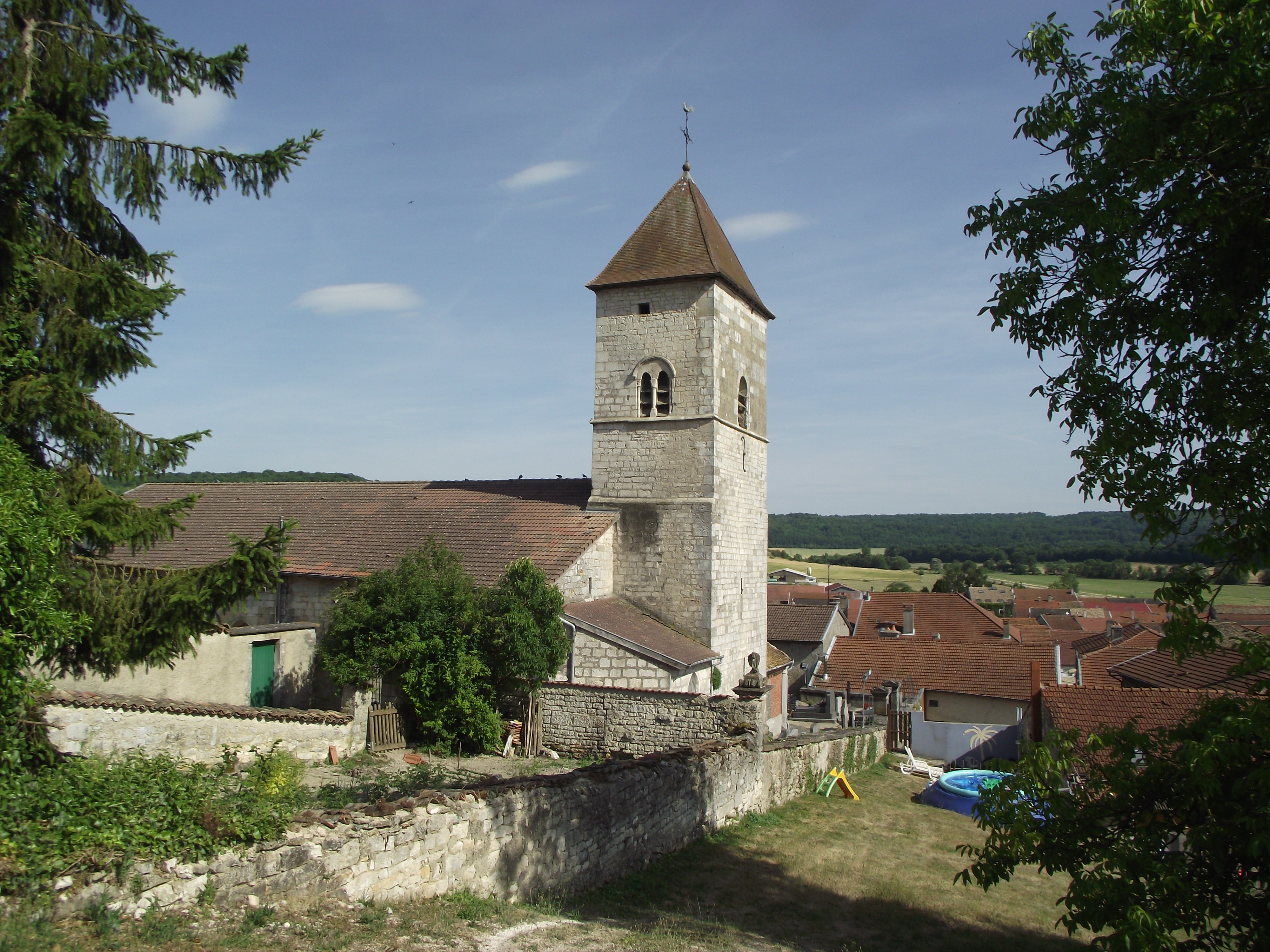
Église Saint-Grégoire-le-Grand.
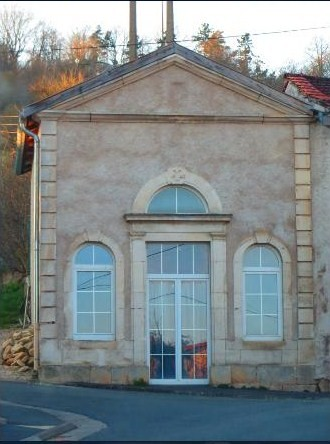
La chapelle Sainte-Anne.
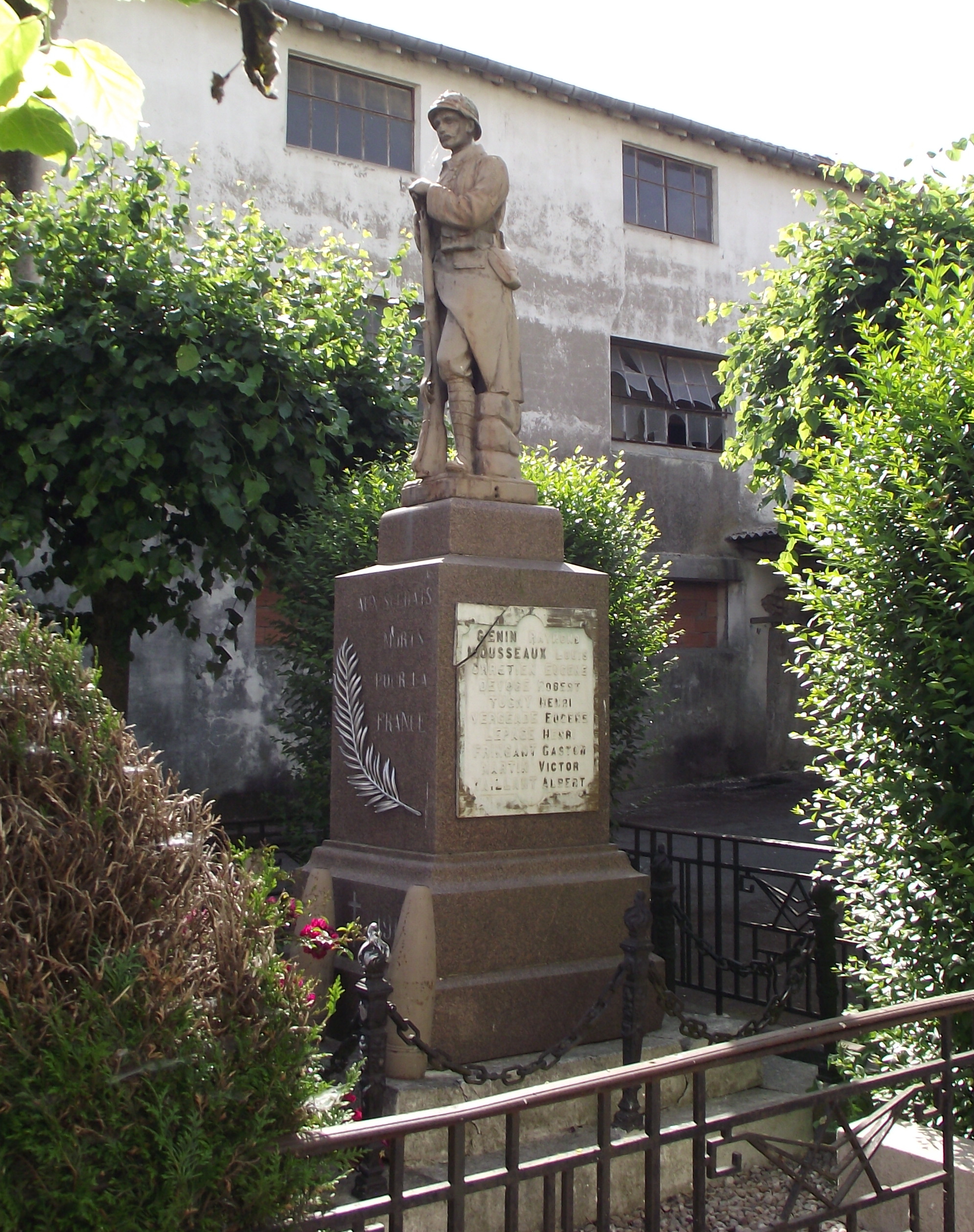
Monument aux morts.
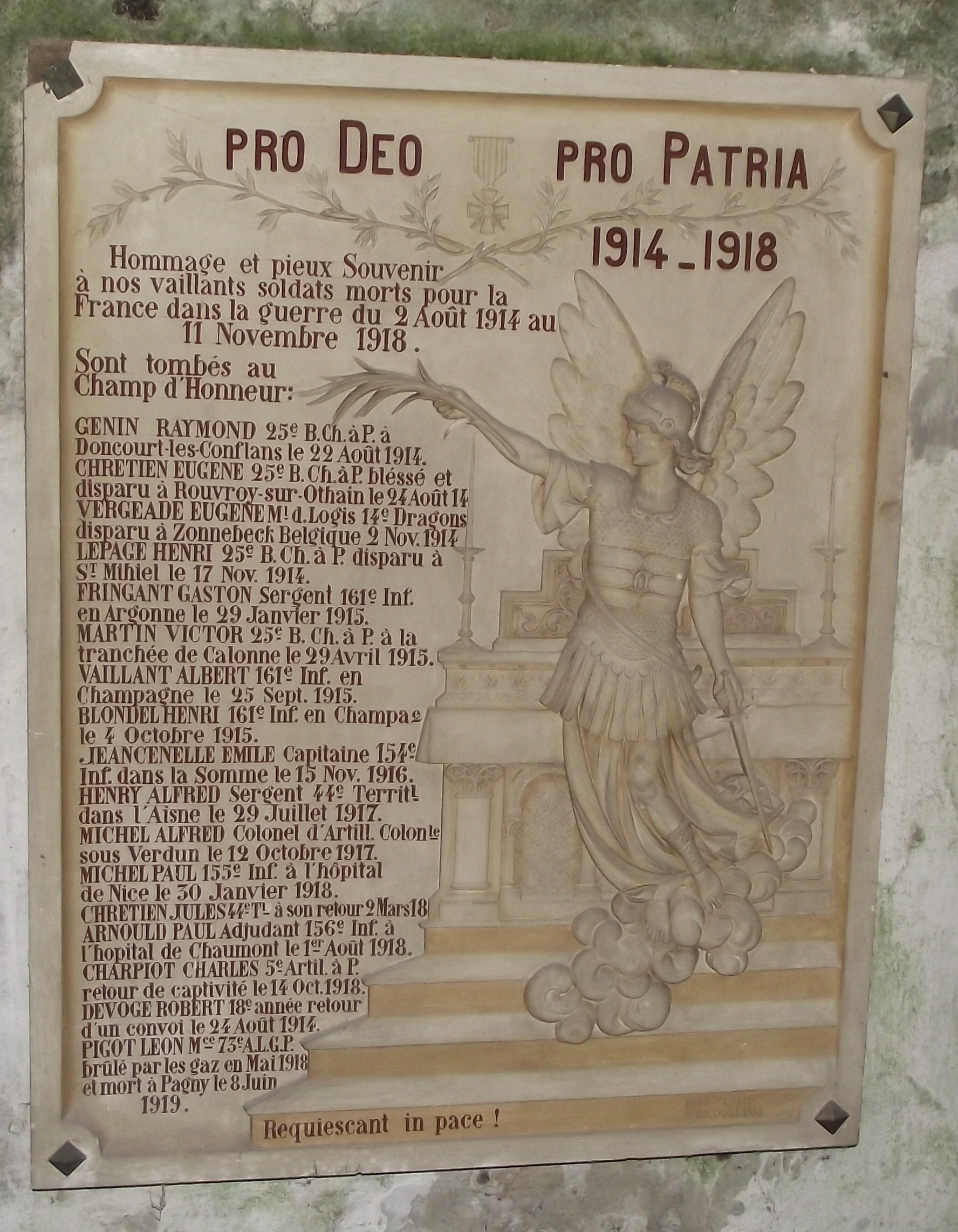
Plaque sur le monument aux morts.

### Héraldique
| Blason de Pagny-la-Blanche-Côte | Blason  | Coupé bastionné de deux pièces d'azur à la marmotte d'argent accostée de deux croisettes d'or et d'argent au tourteau d'azur chargé d'une flamme d'or. |
| Blason de Pagny-la-Blanche-Côte | Détails | Blason composé par R.A. Louis avec les conseils de la Commission héraldique de l'UCGL et mis à disposition de la commune en 2011.                      |